# Kamienica zarządu gminy żydowskiej w Poznaniu
Kamienica zarządu gminy żydowskiej w Poznaniu – kamienica znajdująca się w północnej części Starego Miasta w Poznaniu, na narożniku ulic Stawnej 10 i Szewskiej 10, mieszcząca w dwudziestoleciu międzywojennym i od 2003 roku władze poznańskiego kahału.

## Historia
W okresie dwudziestolecia międzywojennego siedziba gminy mieściła m.in. Żydowską Bibliotekę Ludową, salę zebrań, biura organizacji charytatywnych i związku sportowego, kilka mieszkań dla pracowników kahału, a w latach 1924–1932 również Miejską Izraelicką Szkołę Podstawową nr 14, do której uczęszczało rocznie ok. 200 uczniów.
Jedną z organizacji mieszczących się w budynku było Towarzystwo Chewra Kadisza, którego statut odnowiono w grudniu 1929 roku. Zajmowało się ono pomocą biednym i chorym członkom gminy, pokrywając koszty ich leczenia, udzielając pomocy rodzinom i organizując pogrzeby. Na czele funkcjonującego do 1939 roku stowarzyszenia stał dr J. Cobliner. W 1930 liczyło ono 217 członków. W latach 1937–1938 zorganizowało 25 pogrzebów, w tym 10 nieodpłatnych; pokryło koszty leczenia sześciu osób i udzieliło zapomogi 63 kolejnym.
W 1939 roku władze niemieckie przejęły cały majątek gminy, niszcząc tym samym wyposażenie budynku. Po II wojnie światowej w Poznaniu przebywało 224 Żydów (styczeń 1946). Pół roku później było ich już 343. Mimo to, nie udało się odrodzić wspólnoty, a cały jej majątek (w tym synagogi, cmentarze i siedziba gminy) przeszedł w ręce miasta. W okresie Polski Ludowej pomieszczenia gmachu służyły jako magazyny Archiwum Państwowego. W 1975 roku oczyszczono elewacje budynku, a w 1992 wyremontowano klatki schodowe i założono instalację ogrzewania gazowego.
Zjednoczonej w 1999 roku gminie dopiero po 4 latach udało się odzyskać kamienicę przy ulicy Stawnej.
W budynku mieści się jedyny czynny w Poznaniu dom modlitwy. Początkowo Torę w trakcie nabożeństw czytano w wydaniu książkowym, aż do 8 stycznia 2009 roku, kiedy Orit i Meszulama Szafranowie z Izraela ofiarowali ZGWŻ uroczyście wniesione zwoje Tory. W 2009 przeprowadzono remont dachu, a w latach 2009–2015 konserwację elewacji oraz renowację stolarki okiennej i drzwiowej.

## Architektura
Elewacje licowane są żółtą i czerwoną cegłą klinkierową, dach pokryty dachówką karpiówką, a wieżyczka łupkiem.